# Paul Poustochkine
Paul Poustochkine (Russisch: Павел Константиновичу Пустошкин, Pavel Konstantinovitsj Poestosjkin, Engels: Pustoshkin) (Napels, 27 mei 1886 – Den Haag, 16 september 1958) was een Russisch diplomaat. 
Poustochkine (Nederlandse transcriptie Poestosjkin. In diplomatieke kringen was Frans veelal voertaal, zodat ook de Franse transcriptie in Nederland werd gebruikt en door zijn nazaten nog steeds wordt gebruikt) werd in een aan het machtige geslacht Volkov geparenteerde uit Novgorod afkomstige familie geboren waarin de diplomatieke dienst traditie was. De Poustochkines waren generaties lang diplomaat, generaal, admiraal of adelsmaarschalk en in 1683 kende tsaar Peter de Grote landgoederen toe aan Josif Poustochkine. Er worden ook  Poustochkines genoemd als vozjevod (gouverneur) van belangrijke Russische provincies als Rostov en Kargopol.
Het geslacht Poustochkine komt voor in het Russische "Eerste Boek van Aristocraten Zonder Erfelijke Titel" uit 1805. Zij waren dus van adel maar zij droegen geen predicaat of titel.
De vader van Poustochkine, Konstantin Pavlovitsj Poestosjkin, was in achtereenvolgens Napels, Amsterdam, Oostenrijk (Lemberg of Lvov, Galicië), in Italië, Frankrijk (Le Havre) en uiteindelijk in Italië (Genua) als Russisch consul-generaal werkzaam. Nadat Pauls vader Constantin in 1922 in Genua was overleden verhuisde Pauls moeder, Lidia Vasiljevna Poznanski (1864-1957), naar Den Haag waar zij bij haar zoon ging wonen.

## De loopbaan
Na een klassieke opleiding aan het Keizerlijk Lyceum in Sint-Petersburg werd Paul Poustochkine in 1910 Russisch consul op Kreta en in 1913 als diplomaat in het Russisch gezantschap in Den Haag benoemd.
Poustochkine kreeg de rang van tweede secretaris van het gezantschap. Hij was daarmee de op twee na hoogste diplomaat.
Nederland was in de Eerste Wereldoorlog neutraal. Dat betekende dat tegen het einde van de oorlog meer dan vierduizend Russen in Nederland waren gestrand. Zij konden al in de zomer van 1914 slechts met zeer veel moeite Rusland bereiken. Voor hen gaf Poustochkine een Russischtalige krantje uit, de "Golos rodiny" ("Stem van het Moederland"). Tijdens de oorlog zwol het aantal Russen nog aan met uit Duitse krijgsgevangenenkampen ontsnapte Russische militairen die, zo ze de Nederlandse grens hadden bereikt, moesten worden geïnterneerd.
Samen met prins Hendrik der Nederlanden en Het Nederlandse Rode Kruis organiseerde Poustochkine hulpcomités die voedsel en kleding voor de Russen inzamelden. Er werd, bijvoorbeeld met benefietvoorstellingen, ook geld bijeen gebracht voor het Russische Rode Kruis.

## Poustochkines positie in relatie tot de Sovjet-Unie
Op 9 november 1918 wees de regering van Lenin de Nederlandse gezant in Sint-Petersburg, Willem Jacob Oudendijk, uit omdat deze de revolutionaire regering van de Sovjets weinig diplomatiek een "bajonnetocratie" had genoemd. Vanaf die dag waren er geen diplomatieke relaties meer tussen Nederland en de Sovjet-Unie. Het gezantschap van Rusland bleef desondanks exterritoriaal en onschendbaar. Omdat de Sovjet-Unie geen gezant stuurde bleven de vertegenwoordigers van het verdwenen tsarenregime op hun plaats. In feite ware zij nu stateloos geworden. Na de Russische revolutie bleven tot 1924 middelen beschikbaar voor het Russisch Gezantschap in Den Haag. 
Op 2 oktober 1919 vertrok eerste secretaris Henri de Bach van de Russische legatie aan de Koningskade 8 in Den Haag naar Washington en benoemde hij Paul Poustochkine als ad-interim chargé d’affaires. Eerste secretaris Svetshin was al eerder met een zware zenuwinzinking naar een inrichting voor geesteszieken in Nijmegen afgevoerd zodat Paul Poustochkine de hoogste Russische vertegenwoordiger werd.
Het Corps Diplomatique in Den Haag bleef de Russische chargé d’affaires als een der hunnen behandelen. Hij kreeg, na een vurig pleidooi zijnerzijds, van de Nederlandse Minister van Buitenlandse Zaken toestemming om de "zaken van het voormalig Russisch gezantschap af te wikkelen" en behield zijn diplomatieke status. Het Hoofd Afdeling Diplomatieke Zaken op het ministerie, Jhr. Frits Beelaerts van Blokland vertelde de Rus dat die afwikkeling "eeuwig kon duren". De Nederlandse autoriteiten hadden geen behoefte aan een gezantschap van de Sovjet-Unie en zij wilden niet dat de Sovjet-Unie als rechtsopvolger van het keizerrijk Rusland het gebouw van het Gezantschap en de residentie van de Russische gezant op zou gaan eisen.
Op 22 november 1918, de dag na de wapenstilstand tussen Duitsland en de Geallieerden besloot Nederland dat geen enkele Rus nog welkom was. Zij die toch in Nederland kwamen, werden naar interneringskampen in Bergen, Gaasterland en Harderwijk overgebracht. Poestosjkin protesteerde daartegen, hij eiste dat de Russische vluchtelingen asiel zouden krijgen. Het Russisch Gezantschap kwam in conflict met de Nederlandse communisten onder David Wijnkoop die met een premie van vijftig gulden Russische vluchtelingen tot deelname aan wat hij de "strijd tegen de bourgeoisie" noemde wilde overhalen. De meeste Russen bleven desondanks in Nederland. De kampen werden in 1922 gesloten.
De Russische "Witten", de conservatieve militairen rond de generaals Koltsjak, Denikin en  Wrangel, probeerden Lenin te verdrijven en in 1919 leek het niet onmogelijk dat zij daar ook in zouden slagen. Ook in het Verenigd Koninkrijk en in Frankrijk bestond de hoop dat de Witten de communisten zouden kunnen verslaan en Parijs subsidieerde het gezantschap in Den Haag dat uiteraard geen geld uit Moskou kreeg.
Poustochkine werd door de regering van Denikin, later door de regering van generaal Wrangel benoemd tot diplomatieke vertegenwoordiger in Den Haag. In februari 1922 maakte het communistische Tweede Kamerlid Willem van Ravesteyn bezwaar tegen een uitnodiging voor een banket dat door koningin Wilhelmina werd gegeven. 
In de Tweede Kamer en in het communistische dagblad "De Tribune" stelde Wijnkoop de activiteiten van het Russisch gezantschap aan de orde. Hij veroordeelde de inzet van het gezantschap dat Russische mannen naar het Frans-Duitse front had gestuurd en nu stemming maakte tegen de Sovjet-Unie. Een motie daarover werd in de Tweede Kamer verworpen.
De stroom financiële middelen voor het Russisch Gezantschap in Den Haag eindigde uiteindelijk rond 1924, toen Frankrijk de Sovjet-Unie erkende en er vanuit Parijs geen geld meer beschikbaar werd gesteld voor het Russisch gezantschap in Den Haag. Poustochkine verhuisde van de Koningskade 8 naar een kleiner woonhuis, van Blankenburgstraat en voerde aldaar zijn werkzaamheden uit.
De familie Poustochkine verkocht een deel van de inboedel en nam nu werk aan. Mme. Nathalie Poustochkine, geboren Lichatsjov (1889-1969) schilderde en werd modiste voor de hogere Haagse kringen.
De staf van het gezantschap, waaronder kapitein Timofejev, chauffeur van de gezant en grootvader van Peter Timofeeff, zocht een Nederlandse baan. Er was ook voor hen geen sprake van terugkeer naar Rusland.
Omdat de Nederlandse regering niet steeds op de aanwezigheid van Poustochkine wilde worden aangesproken probeerde Frans Beelaerts van Blokland de Rus ertoe te bewegen zijn gezantschap alsnog te sluiten. De Russische chargé d’affaires reageerde met een verwijzing naar de op dat moment nog zeer zwakke Sovjetstaat. Hij zei "De meeste monarchieën in Europa hebben nog steeds keizerlijk Russische delegaties met diplomatieke status. Ik heb altijd getracht mijn werk zo goed mogelijk te doen, zonder mezelf te profileren of ophef te maken. Mogelijk zal er een dag komen waarop men inziet dat de regering van de bolsjewieken geen lang leven beschoren is, maar ik ben ervan overtuigd dat Nederland als laatste land zal besluiten de bolsjewieken te erkennen.” Beelaerts van Blokland zwichtte voor dit argument maar om verdere kritiek in de Tweede Kamer te voorkomen plaatste hij Poustochkine niet langer op de accreditatielijst als tijdelijke chargé d’affaires, maar in zijn vroegere accreditatie als eerste secretaris. Het protocol noopte de Nederlandse regering en het Nederlandse hof alle geaccrediteerde chefs van de diplomatieke missies bij officiële gelegenheden uit hoofde van hun ambt uit te nodigen. Voor lagere functionarissen geldt en gold dat voorschrift niet.
In de brieven die de familie Poustochkine uit Rusland kreeg vertelden de verwanten over honger en vervolging. Een aantal verwanten werd vermoord door de communisten, anderen stierven van uitputting. Er kon geen sprake van zijn dat de familie Poustochkine naar Rusland kon terugkeren. Dat hoefde ook niet; zolang als Nederland de Sovjet-Unie niet diplomatiek erkende was er geen haast bij het steeds maar voortdurende afwikkelen van de zaken van het voormalig Russisch gezantschap.
Poustochkine bleef tijdens de Duitse bezetting in Den Haag. Hij werd niet door de bezetter vervolgd. Zoals hij sinds 1914 deed hield hij contact met Russische vluchtelingen in Parijs. Ook bezocht hij de vergaderingen van de in het buitenland verblijvende, nog actieve, diplomaten van het Keizerrijk Rusland. Na de Duitse inval in Nederland werd de legatie in mei 1940 gesloten.

## Na de erkenning van de Sovjet-Unie
De Nederlandse regering had in ballingschap, zeer tegen de zin van koningin Wilhelmina, de Sovjet-Unie in 1942 diplomatiek erkend. Toen de regering na de Tweede Wereldoorlog in Den Haag terugkeerde, kon er geen sprake meer zijn van een Russisch Gezantschap, al dan niet bezig met haar eigen afwikkeling. Er was nu immers een ambassadeur van de Sovjet-Unie.
De Poustochkines bleven desondanks in Nederland. Paul schreef zijn herinneringen en ordende zijn souvenirs. Toch kon hij die "steeds een beschouwer was geweest en genoot van de schoonheid in al zijn vormen" nauwelijks een gevleugelde uitspraak doen. De gebeurtenissen waren aan hem voorbijgegaan. Hij typeerde zichzelf als "iemand die het lot niet heeft willen sturen". De kinderen werden Nederlanders.
Paul Constantinovitch Poustochkine en zijn vrouw lieten zeventienduizend boeken en een grote collectie Japanse prenten na. Er waren ook vijftig grote in leer gebonden albums met zorgvuldig bijeengebrachte documenten, menu's, brieven, uitnodigingen, visitekaartjes en foto's. Ieder deel is voorzien van een voorwoord, een index en een chronologie. Vijf van deze banden en wat brieven kwamen bij de Nederlandse nakomelingen terecht. De slavist en journalist Nico Scheepmaker kocht de andere albums. Scheepmaker is er niet aan toe gekomen om, zoals hij dat wilde doen, een boek over Paul Poustochkine te schrijven en een kleinzoon, de Haagse jurist Paul Iwanovitch Poustochkine kocht de albums later terug.
Het deel 1918-1919 ontbreekt en lijkt te zijn zoekgeraakt.
Paul Poustochkine werd op de algemene begraafplaats Westduin in Loosduinen begraven.

## Het nageslacht
Koningin Wilhelmina der Nederlanden was verwant aan de Romanovs. Zij had ook sympathie voor de Russische vluchtelingen. Met haar ondersteuning konden de zoons van Paul Poustochkine en  Nathalie Likhatchew, Constantin Poustochkine (1910-1992) en Iwan Poustochkine (1918-1978) respectievelijk rechten en geneeskunde en gynaecologie studeren.
Iwan richtte in 1935 het Haagse jazzorkest de Swing Papa’s op, een belangrijke bijdrage aan de jazzscene in Den Haag. Zijn oudere broer was redacteur van de Jazzwereld, een tijdschrift en heeft gepubliceerd over jazzmuziek. Hij hield ook radiopraatjes over jazzmuziek. Hij was muzikale coach en inspirator van de band van zijn broer. 
Paul Iwanowitch Poustochkine, zoon van Iwan en kleinzoon van Paul, werd in 1951 geboren. Hij studeerde rechten in Rotterdam, werkte als chef-jurist voor de Raad van State, was plaatsvervangend voorzitter en ondervoorzitter van de Raad van Beroep van het ambtenarengerecht in Utrecht, rechter in Utrecht en is sinds 1993 rechter in Den Haag.
De Poustochkines zijn nooit ingelijfd in de Nederlandse adelstand.